# 不斉増幅
不斉増幅（ふせいぞうふく、chiral amplification）とは、有機化学反応で起こる現象の一種で、不斉触媒を用いて不斉反応を行ったときに、生成物の鏡像体過剰率 (ee) が用いた触媒の ee を上回ること。キラル増幅とも呼ばれる。アンリ・カガン (Henri B. Kagan) により発見された現象で、ホモキラリティーの原因のひとつとされる。
不斉反応において、不斉源の ee と生成物の ee が比例関係にない場合を、不斉反応の非線形現象と呼ぶ。その中で、生成物の ee が向上する場合を正の不斉増幅、逆に下回る場合を負の不斉増幅と呼ぶ。
通常の（線形の）不斉触媒反応では、基質に対して不斉触媒が単分子で作用するため、不斉触媒の ee と生成物の ee に比例関係があらわれる。そうではなく、不斉触媒の同じエナンチオマー同士が2量体を作ったのちに基質に対する触媒作用を示す場合などに、不斉増幅があらわれる。

## 有機亜鉛の自己触媒的付加反応
有機亜鉛化合物がアルデヒドに付加する反応は、適当な触媒により活性化され、多くの不斉反応も知られている。硤合憲三らはその中で、ピリミジン-5-カルボアルデヒドに対するジイソプロピル亜鉛の付加反応が、生成物の2級アルコール自身に触媒される、すなわち自己触媒反応であることと、さらにその過程で非常に大きな不斉増幅が起こることを発見した。

この反応では ee の低い生成物を反応系にあらかじめ加えておくだけで、自己触媒型不斉増幅反応の結果としてはるかに高い ee の生成物が得られる。この反応はさらに展開し、水晶やヘリセン、アルカンなど、通常は不斉源として用いられないような物質を不斉源としてキラルなアルコールを得る系まで報告されている。

## アミノ酸による不斉増幅
アミノ酸などの生体物質を有機分子触媒として用いる不斉増幅は、地球上のホモキラリティーの原因解明へ向けたアプローチとして注目を集める。

Blackmond らは、ニトロソベンゼンによるプロピオンアルデヒドのα-アミノオキシ化がプロリンに触媒され、そのときに用いるプロリンの ee よりも生成物の ee が向上することを報告した。

セリンクラスターも、ホモキラリティーの原因の有力な候補である。Córdova らはアミノ酸を触媒とする不斉アルドール縮合の研究の中で、セリンが不斉増幅をともなう触媒作用を示すことを報告した。さらに、アミノ酸の触媒下、グリコールアルデヒドの誘導体を反応させて糖質（テトロース、ヘキソース）を得るアルドール縮合において、不斉増幅が起こることも見い出している。